# Grunwald Poznań (piłka ręczna)
SPR WKS Grunwald Poznań (Stowarzyszenie Piłki Ręcznej WKS Grunwald Poznań) – sekcja piłki ręcznej klubu sportowego WKS Grunwald Poznań, powstała 1 stycznia 1961 roku. W sezonie 2012/2013 klub zajął 12. miejsce w I lidze.

## Sukcesy
- Mistrzostwo Polski (1x) - 1971
- wicemistrzostwo Polski (2x) - 1972, 1991
- Puchar Polski (3x) - 1972, 1979, 1980

## Piłkarze

### Obecny skład
Na sezon 2013/2014.
| Nr | Pozycja      | Imię i nazwisko      |
| -- | ------------ | -------------------- |
|    | Bramkarz     | Mariusz Peda         |
|    | Bramkarz     | Mateusz Pietrowski   |
|    | Bramkarz     | Patryk Kulczyński    |
|    | Bramkarz     | Jakub Biernat        |
|    | Skrzydłowy   | Tomasz Draszkiewicz  |
|    | Skrzydłowy   | Łukasz Wachowiak     |
|    | Skrzydłowy   | Filip Śliwiński      |
|    | Skrzydłowy   | Krzysztof Meissner   |
|    | Skrzydłowy   | Jakub Zandek         |
|    | Skrzydłowy   | Arkadiusz Guraj      |
|    | Rozgrywający | Krzysztof Martyński  |
|    | Rozgrywający | Patryk Staniek       |
|    | Rozgrywający | Robert Koch          |
|    | Rozgrywający | Robert Fogler        |
|    | Rozgrywający | Jakub Przybylski     |
|    | Rozgrywający | Krzysztof Dutkiewicz |
|    | Rozgrywający | Michał Nieradko      |
|    | Rozgrywający | Filip Kurek          |
|    | Rozgrywający | Cezary Szymborski    |
|    | Rozgrywający | Krzysztof Westwal    |
|    | Obrotowy     | Łukasz Koligat       |
|    | Obrotowy     | Artur Pachulicz      |
|    | Obrotowy     | Paweł Matecki        |